# 尚子锦
尚子锦（1911年—1996年），原名尚均懋，男，河北深县人，中华人民共和国政治人物，曾任湖南省人民委员会、湖南省人民政府副省长，湖南省政协副主席，第五、六届全国政协委员。